# 王者的憤怒
王者的憤怒（King's Ire）是托爾金（J. R. R. Tolkien）奇幻小說的虛構武器。
王者的憤怒是辛達族（Sindar）最高君王埃盧·庭葛（Elu Thingol）的配劍。後來由努曼諾爾君王擁有，作為傳家之寶，在亞爾-法拉松（Ar-Pharazôn）執政期間，王者的憤怒已不知下落。

## 引用
1. ↑  Tolkien（2012年），A Description of the Island of Númenor
2. ↑  . The Encyclopedia of Arda.   [2019-10-16]. （原始内容存档于2019-10-16） （英语）.